# Cirkuše, Litija
Cirkuše este o localitate din comuna Litija, Slovenia, cu o populație de 30 de locuitori.